# NUDT3
NUDT3 (англ. Nudix hydrolase 3) – білок, який кодується однойменним геном, розташованим у людей на короткому плечі 6-ї хромосоми. Довжина поліпептидного ланцюга білка становить 172 амінокислот, а молекулярна маса — 19 471.
| 10         |  | 20         |  | 30         |  | 40         |  | 50         |
| ---------- |  | ---------- |  | ---------- |  | ---------- |  | ---------- |
| MMKLKSNQTR |  | TYDGDGYKKR |  | AACLCFRSES |  | EEEVLLVSSS |  | RHPDRWIVPG |
| GGMEPEEEPS |  | VAAVREVCEE |  | AGVKGTLGRL |  | VGIFENQERK |  | HRTYVYVLIV |
| TEVLEDWEDS |  | VNIGRKREWF |  | KIEDAIKVLQ |  | YHKPVQASYF |  | ETLRQGYSAN |
| NGTPVVATTY |  | SVSAQSSMSG |  | IR         |  |            |  |            |

A: Аланін

C: Цистеїн

D: Аспарагінова кислота

E: Глутамінова кислота

F: Фенілаланін

G: Гліцин

H: Гістидин

I: Ізолейцин

K: Лізин

L: Лейцин

M: Метіонін

N: Аспарагін

P: Пролін

Q: Глутамін

R: Аргінін

S: Серин

T: Треонін

V: Валін

W: Триптофан

Кодований геном білок за функцією належить до гідролаз. 
Задіяний у такому біологічному процесі, як ацетилювання. 
Білок має сайт для зв'язування з іонами металів, іоном магнію. 
Локалізований у цитоплазмі.